# Сотус (телесериал)
«Сотус» (тайск. SOTUS: The Series – พี่ว้ากตัวร้ายกับนายปีหนึ่ง) — тайский телесериал 2016–2017 годов, снятый по новелле «SOTUS: พี่ว้ากตัวร้ายกับนายปีหนึ่ง» писателя BitterSweet. Главные роли исполнили Перават Сангпотират (Крист) и Прачайя Руангрой (Сингто). Название SOTUS относится к S.O.T.U.S. — университетская система, через которую Конгфоб (Прачайя Руангрой) и его товарищи-первокурсники должны пройти, чтобы группа старшекурсников, возглавляемая студентом третьего курса Артитом (Перават Сангпотират), признала их официально младшими учениками. По мере развития событий две группы переживают серию конфликтов и примирений, а дружба и любовь между ними постепенно расцветают.
Сериал, снятый Литом Самайарном и спродюсированный GMMTV вместе с Felloww, был одним из двух телесериалов, анонсированных GMMTV в начале 2016 года вместе с «Тайной любовью». Премьера состоялась 20 августа 2016 года на One 31 и LINE TV по субботам в 22:00 и 24:00 ICT соответственно. Первые восемь серий выходили в эфир с 20 августа по 8 октября 2016 года. После кончины короля Таиланда Пхумипона Адульядета сериалу было приказано прекратить показ в течение 30-дневного официального периода траура. Остальные восемь серий в конечном итоге были показаны в период с 19 ноября 2016 года по 7 января 2017 года. 14 января 2017 года в эфир вышел специальный выпуск под названием «SOTUS: Very Special EP», в котором были представлены закулисные сцены.
В начале марта 2017 года было объявлено о продолжении сериала под названием «Сотус С», в котором Перават и Прачайя снова вернулись к своим ролям. Премьера сиквела состоялась 9 декабря 2017 года, а за ним последовал спин-офф «Наше небо» (2018).

## Сюжет
«Шестерня» (зубчатое колесо) — является символом инженерного факультета. Это часть системы зубчатых колес, которые питают и управляют устройством (например, часами). При выходе из строя одной шестерни устройство перестает работать. Ношение «шестерёнки» означает, что вы являетесь студентом инженерного факультета. Однако, чтобы получить его, все инженеры-первокурсники должны сначала пройти через систему S.O.T.U.S. (аббревиатура от Seniority, Order, Tradition, Unity, and Spirit — «Старшинство, Порядок, Традиция, Единство и Дух»). Старшекурсник третьего курса Артит (Перават Сангпотират) — руководитель группы, которая дисциплинирует первокурсников, следуя кодексу системы S.O.T.U.S. Его методы были неправильно истолкованы студентами как форма злоупотребления его властью в качестве руководителя, хотя на самом деле всё, чего он хотел, — это чтобы первокурсники познакомились со своими старшими, полагались на них, когда им это нужно, и наоборот. Первокурсники чувствовали, что они бессильны жаловаться или сопротивляться любым приказам, данным им старшими. Казалось, Артита было не остановить, пока Конгфоб (Прачайя Руангрой) не выступил против него. Первоначально это привело к натянутым отношениям между студентами. Однако непрерывные встречи между ними помогли превратить их отношения во что-то гораздо более нежное.

## В ролях
| Актёр                           | Роль                                 |
| ------------------------------- | ------------------------------------ |
| Перават Сангпотират (Крист)     | третьекурсник Артит «Ай'Ун» Ройнапат |
| Прачая Руангрой (Сингто)        | первокурсник Конгфоб «Конг» Суттилак |
| Тхитипум Течаапайкхун           | Катавут «Эм» Хатайпрасерт            |
| Нира Суванамат                  | Мэй                                  |
| Чхонаган Апонсутинан (Гансмайл) | Прэм                                 |
| Тирапат Лоханан (Флюк)          | Вад                                  |
| Иттикон Крайчарын (Ай)          | Нотт                                 |
| Джумпол Адулкиттипорн (Офф)     | Брайт                                |
| Наттаварантон Кхамчу (Онью)     | Тута                                 |
| Плойчомпу Супхасап (Джэн)       | Прэйпэлин                            |
| Марипха Сирипул (Вава)          | Мапранг                              |
| Корн Кунатипаписири (Очжун)     | Тью                                  |
| Нарадон Намбунтчит (Прин)       | Оак                                  |
| Хеммика Лейлук                  | Хао Фан                              |
| Патипан Интракул                | Минни                                |
| Пхурин Рыэнвиватачарат (Эм)     | Ти                                   |
| Патчарин Тонъянгюен             | Кои                                  |
| Бучита Питакард                 | Пли                                  |
| Воракамон Ноккэу (Ким)          | Тим                                  |
| Понгпол Сенивон На Аюттая (Арм) | Яхт                                  |
| Питиват Чаймонгкол              | Тум                                  |
| Элис Хой                        | Намтан                               |
| Пирадон Китсакунпатит (Эм)      | Дир                                  |
| Чиракит Куариякул (Топтап)      | Джей                                 |
| Наттанан Кунват                 | Учитель Пак                          |